# Кириленко, Иван Григорьевич
Ива́н Григо́рьевич Кириле́нко (укр. Іван Григорович Кириленко; род. 2 октября 1956, село Берестовое Бердянского района Запорожской области) — украинский политик. Народный депутат Украины II, III, IV, V, VI, VII, VIII созывов.
Член ВО «Батькивщина», первый заместитель главы партии.
В 2003—2004 годах председатель Аграрной партии Украины, член политисполкома Народной партии (2003—2005).
Доктор экономических наук (2001), кандидат исторических наук. Член-корреспондент НААНУ (26 декабря 2002).

## Биография
Окончил Днепропетровский сельскохозяйственный институт (1978). Уже со времени учёбы в институте на комсомольской работе.
В 1978—1981 годах второй, первый секретарь Солонянского районного комитета комсомола на Днепропетровщине.
В 1981—1985 годах секретарь, второй секретарь Днепропетровского обкома комсомола.
В 1985—1987 годах заместитель председателя, председатель колхоза им. Петровского Солонянского района Днепропетровской области. Затем на партийной работе.
В 1987—1988 годах заместитель завотделом сельского хозяйства и пищевой промышленности Днепропетровского обкома Компартии Украины.
В 1988—1990 годах первый секретарь Магдалиновского райкома КПУ.
В 1990—1991 годах завотделом сельского хозяйства и пищевой промышленности Днепропетровского обкома КПУ.
Окончил Академию общественных наук при ЦК КПСС (1991), политолог.
В 1991—1992 годах замначальника, начальник отдела сельхозпродукции АО «Днепропетровская товарно-фондовая биржа».
В 1992—1994 годах секретарь Днепропетровской облгосадминистрации.
В 1994—1998 годах заместитель председателя Днепропетровского облсовета народных депутатов Павла Лазаренко.
В 1995—1996 годах первый заместитель губернатора Днепропетровщины.

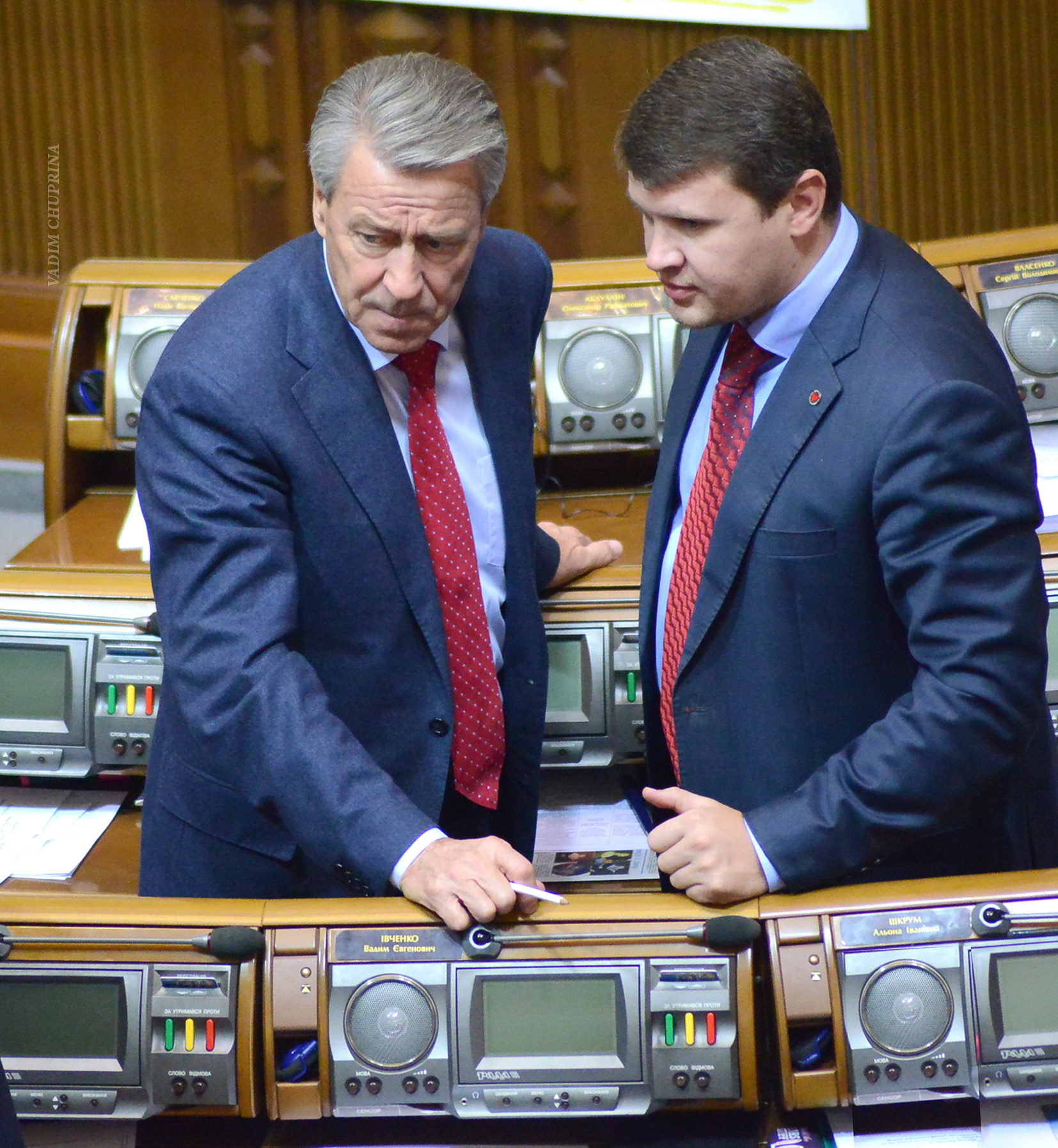
Кириленко И. Г. (слева) и Ивченко В. Е., в Верховной Раде Украины, 2016

Народный депутат Украины 2 созыва, был избран от одномандатного избирательного округа Днепропетровской области.
Народный депутат Украины 3 созыва, был избран от одномандатного избирательного округа Днепропетровской области, также шёл № 10 в списке ВО «Громада». Сложил полномочия 22 февраля 2000.
С января 2000 по апрель 2002 года министр аграрной политики Украины в правительствах Виктора Ющенко и Анатолия Кинаха.
Народный депутат Украины 4 созыва, от блока «За единую Украину!» № 16 в списке, сложил полномочия 6 марта 2003.
С 26 ноября 2002 по 3 февраля 2005 вице-премьер-министр Украины по аграрным вопросам в Кабмине Виктора Януковича.
Народный депутат Украины V созыва от БЮТ № 70 в списке. Сложил полномочия 15 июня 2007.
Народный депутат Украины VI созыва от БЮТ № 70 в списке, лидер парламентской фракции БЮТ с декабря 2007 по декабрь 2011. Уходу с поста лидера фракции предшествовало его скандальное заявление о возможности поддержки БЮТ закона о рынке земли, предусматривающего снятие моратория на продажу земли, и правительственного проекта госбюджета на 2012 год — в обмен на декриминализацию статьи, по которой осуждена Юлия Тимошенко. Сменил его во главе фракции Кожемякин, Андрей Анатольевич. После уходя с поста лидера фракции Кириленко заявил, что сосредоточится на предвыборной работе (выборы-2012), в рамках которой ныне посещает регионы Украины. В феврале 2012 года во время визита в Николаев заявил, что оппозиционные силы, имеющие шанс пройти в парламент, совместно набирают 55-57 %; существующую власть назвал криминальным режимом, её рейтинг симпатий среди избирателей назвал в меньший 7 %.
С декабря 2012 года народный депутат Украины VII созыва, № 15 в партийном списке Всеукраинского объединения «Батькивщина». Председатель Комитета ВР по вопросам законодательного обеспечения правоохранительной деятельности.
В ходе парламентских выборов 25 октября 2014 года был избран народным депутатом Украины VIII созыва по партийному списку политической партии Всеукраинское объединение «Батьківщина», № 14 в партийном списке. В Верховной Раде Украины состоит в депутатской фракции Всеукраинского объединения «Батьківщина». Заместитель председателя Комитета, председатель подкомитета по вопросам науки, инновационной деятельности и интеллектуальной собственности Комитета Верховной Рады Украины по вопросам науки и образования.
25 декабря 2018 года включён в санкционный список России.

## Награды
- Заслуженный работник сельского хозяйства Украины (1993 год)[11]
- Орден «Знак Почёта» СССР (1986 год)
- Орден Сельскохозяйственных заслуг (2001 год, Франция)
- Орден «За заслуги» (Украина) ІІ степени (2002 год)
- Орден «За заслуги» (Украина) I степени (2004 год)
- Почётная грамота МПА СНГ (28 ноября 2013 года, Межпарламентская ассамблея СНГ) — за активное участие в деятельности Межпарламентской Ассамблеи и её органов, вклад в укрепление дружбы между народами государств — участников Содружества Независимых Государств[12]
- Орден «Достык» 2 степени (Казахстан, 2021)[13]
- Орден князя Ярослава Мудрого V степени (2021 год)[14]